# Flora Purim

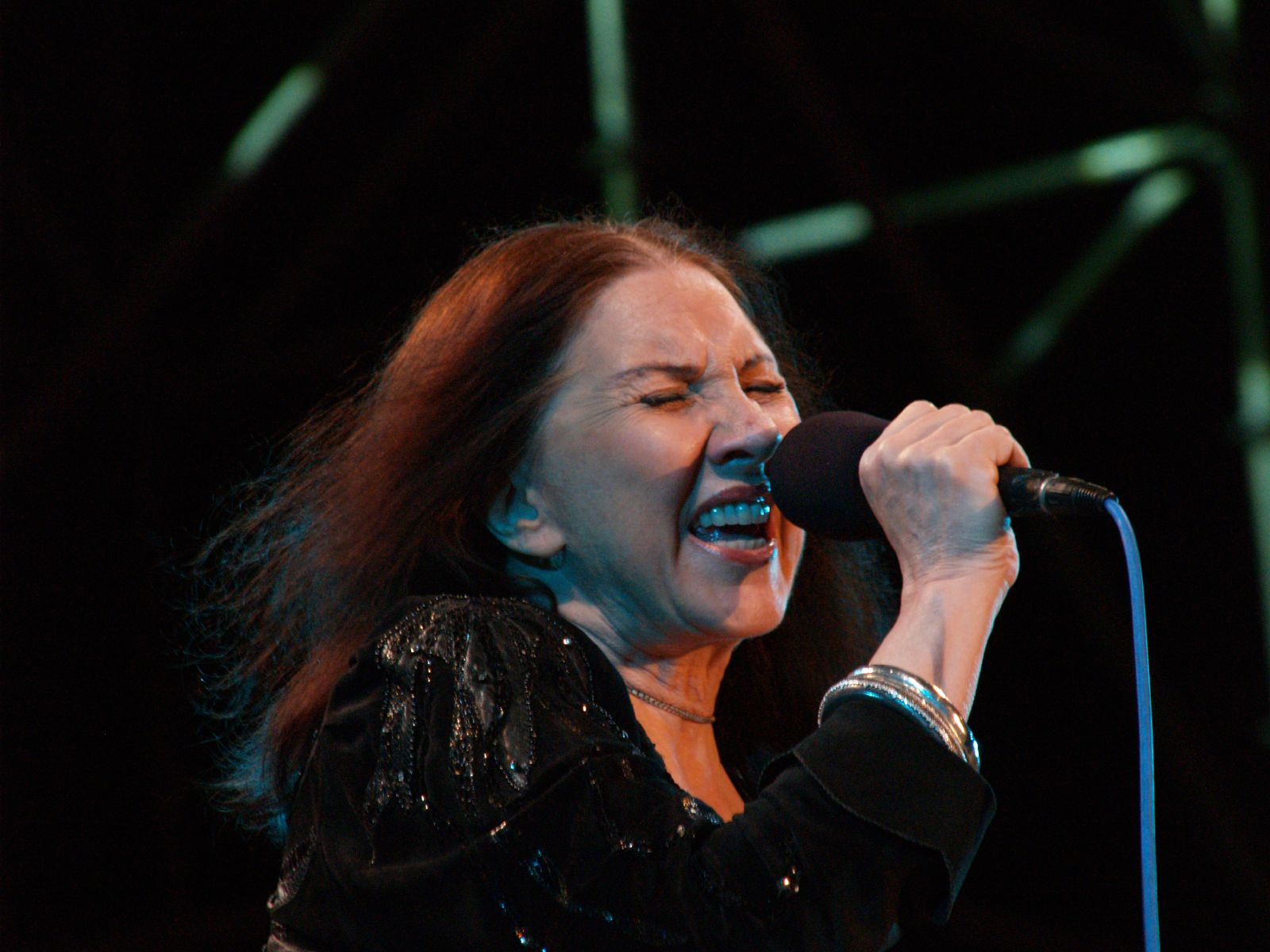
Flora Purim en 2007.

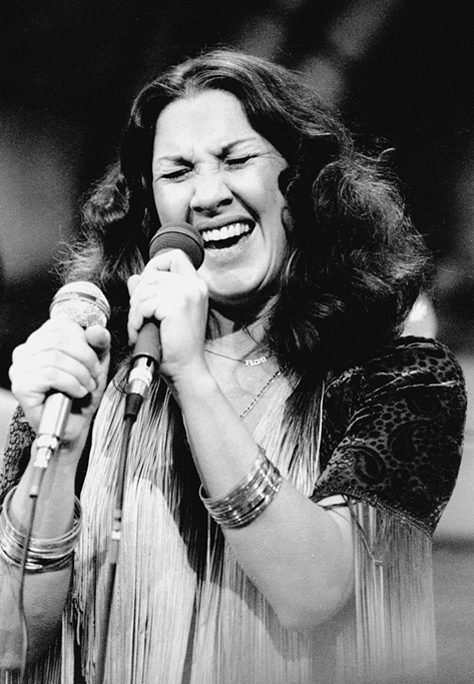
Flora Purim en 1981.

Flora Purim (Río de Janeiro, 6 de marzo de 1942) es una cantante brasileña de jazz especializada en el jazz rock, estilo en el que se dio a conocer a raíz de su participación en el importante disco de Chick Corea Return to Forever. Ha grabado y tocado con numerosos artistas relevantes del panorama jazzístico, como Stanley Clarke, Dizzy Gillespie, Hermeto Pascoal, Gil Evans, Stan Getz, el Grateful Dead, Santana, Jaco Pastorius y su marido Airto Moreira.
De padres judíos, se adhirió al Bahaismo en buena parte debido a la influencia de Dizzy Gillespie. La muerte de Gillespie en 1993 llevó a Purim a comentar en 2002 su influencia sobre ella  «…Le amaba porque me dio mucha espiritualidad, incluso me dio su libro de oraciones…»

## Discografía

### Como líder
- 1973: Butterfly Dreams (Milestone Records)
- 1975: Stories To Tell (Milestone Records)
- 1976: Nothing Will Be as It Was...Tomorrow (Warner Brothers)
- 1976: Open Your Eyes You Can Fly (Milestone Records)
- 1977: Encounter (Milestone Records)
- 1977: 500 Miles High (live) (Milestone Records)
- 1978: Everyday Everynight (Warner Brothers)
- 1978: That's What She Said (Milestone Records)
- 1979: Carry On (Warner)
- 1988: Midnight Sun (Venture/Virgin Records)
- 1995: Speed of Light (B&W Music)
- 2001: Perpetual Emotion (Narada)
- 2005: Flora's Song (Narada)

### Como acompañante
- Duke Pearson  - It Could Only Happen With You Blue Note Records (1970)
- Chick Corea y Return to Forever - Return to Forever (1972)
- Chick Corea y Return to Forever - Light as a Feather (1972)
- Carlos Santana - Welcome (1973)
- George Duke - I Love The Blues, She Heard My Cry (1975)
- Hermeto Pascoal - Slaves Mass (1976)
- OPA - Magic Time (1977)
- P.M. Dawn and Airto – Red Hot + Rio - "Non-Fiction Burning" (1996)

## Filmografía

### Como líder
- 2006: Airto & Flora Purim: The Latin Jazz All-Stars[4]

### Como acompañante
- 2001: Dizzy Gillespie - Live at the Royal Festival Hall, London
- 2006: Bobby Hutcherson: Cool Summer